# Луис Алварес
Луис Уолтър Алварес (на английски: Luis Walter Alvarez) е американски физик, изобретател и професор, носител на Нобелова награда за физика за 1968 година „за изключителен принос във физиката на елементарните частици, в частност за откритието на голям брой резонанси, станало възможно благодарение на разработената от него техника с използване на водородна мехурчеста камера и оригинален анализ на данните“.

## Биография
Роден е на 13 юни 1911 година в Сан Франциско, САЩ, в семейството на лекар. От 1924 учи в политехническата гимназия в родния си град, но през 1926 баща му е назначен в клиника в Рочестър, Минесота. Семейството се премества в Рочестър, където Алварес продължава образованието си. След завършване на гимназия постъпва в Чикагския университет, където получава докторска степен по физика през 1936 година.
Алварес работи главно в областта на физиката на елементарните частици. Неговите изследвания позволяват усъвършенствуването на мехурчестите камери, предназначени за регистриране и изследване на елементарни частици с кратък живот, създавани в ускорителите за частици.

## Дейност в други области
Луис Алварес се отличава с многостранни интереси. Така през 1965 г. той оглавява експедиция в Египет, която с помощта на космически лъчи се опитва да изясни дали съществуват още неоткрити (тайни) помещения в пирамидата на Хефрен в Гиза. През 1980 г. той, заедно със сина си Уолтер Алварес, геолог по специалност, предлага метеоритна хипотеза за масовото измиране през късната креда (вж. Кратерът Чиксулуб и измиране на динозаврите). Като основа за тази хипотеза са послужили откритите от тях в морските седименти иридиеви аномалии.
Освен всичко друго Алварес предлага оригинална теория за убийството на Джон Кенеди.
Умира на 1 септември 1988 година в Бъркли на 77-годишна възраст.